# مکنزی وگا
مکنزی وگا (انگلیسی: Makenzie Vega؛ زادهٔ ۱۰ فوریهٔ ۱۹۹۴) یک هنرپیشه اهل ایالات متحده آمریکا است. وی از سال ۱۹۹۹ میلادی تاکنون مشغول فعالیت بوده‌است.

## گزیدهٔ آثار

### سینما
- در سرزمین زنان (۲۰۰۷)
- مردان اکس: آخرین ایستادگی (۲۰۰۶)
- شهر گناه (۲۰۰۵)
- اره (۲۰۰۴)
- ساخته‌شده (۲۰۰۱)
- مرد خانواده (۲۰۰۰)

### تلویزیون
- همسر خوب (۲۰۰۹ تا کنون)
- بخش فوریت‌های پزشکی (۲۰۰۹)
- پزشک دهکده (۱۹۹۹)